# Chrastince
Chrastince este o comună slovacă, aflată în districtul Veľký Krtíš din regiunea Banská Bystrica. Localitatea se află la altitudinea de 146 m deasupra n.m., se întinde pe o suprafață de 4 km2 și în 2017 număra 231 de locuitori. Se învecinează cu comuna Koláre.

## Istoric
Localitatea Chrastince este atestată documentar din 1244.

## Demografie
| An:                | 1994 | 2004   | 2014   | 2024    |
| ------------------ | ---- | ------ | ------ | ------- |
| Număr de persoane: | 233  | 241    | 243    | 201     |
| Diferență:         |      | +3,43% | +0,82% | −17,28% |

| An:                | 2023 | 2024  |
| ------------------ | ---- | ----- |
| Număr de persoane: | 200  | 201   |
| Diferență:         |      | +0,5% |